# Tony Curtis
Tony Curtis (născut Bernard Schwartz; n. 3 iunie 1925, New York City, New York, SUA – d. 29 septembrie 2010, Henderson, Nevada, SUA) a fost un actor evreu-american de film. A jucat în peste 100 de filme, în roluri care acoperă o gamă largă de genuri.
Curtis s-a căsătorit de șase ori și a avut șase copii. Este tatăl actrițelor Kelly Curtis și Jamie Lee Curtis cu prima soție, actrița Janet Leigh, și al actrițelor Allegra Curtis și Alexandra Curtis cu a doua soție, Christine Kaufmann. A avut doi fii cu a treia soție, Leslie Allen, dintre care unul a decedat înaintea lui. Din 1998 până la moartea sa, a fost căsătorit cu antrenoarea de cai Jill Vandenberg.

## Tinerețe
Tony Curtis s-a născut ca Bernard Schwartz pe 3 iunie 1925, la spitalul Fifth Avenue, Manhattan, fiind primul dintre cei trei băieți născuți de Helen (născută Klein) și Emanuel Schwartz. Părinții săi erau imigranți evrei din Ungaria: tatăl său s-a născut în Ópályi, lângă Mátészalka, iar mama sa era originară din Michalovce, Slovacia; ea a spus mai târziu că a ajuns în SUA din Vaľkovo, Slovacia.  A vorbit doar maghiară până la vârsta de șase ani. Tatăl său era croitor, iar familia locuia în spatele magazinului. Mama sa a fost ulterior diagnosticată cu schizofrenie . Fratele său cel mic, Robert, a fost internat în spital cu aceeași boală mintală. A urmat cursurile liceului Seward Park. La 16 ani, a avut primul său mic rol actoricesc într-o piesă de teatru școlar.
Curtis s-a înrolat în Marina Statelor Unite după atacul de la Pearl Harbor. Curtis a servit țara la bordul unui submarin auxiliar, USS Proteus, până la sfârșitul celui de-al Doilea Război Mondial. Pe 2 septembrie 1945, Curtis a fost martor la capitularea japonezilor în Golful Tokyo de pe puntea de semnalizare a navei sale, aflată la aproximativ o milă distanță.
După eliberarea din Marină, Curtis a urmat cursurile City College of New York cu ajutorul GI Bill. Apoi a studiat actoria la The New School din Greenwich Village, sub îndrumarea influentului regizor de scenă german Erwin Piscator. În timp ce era încă la facultate, Curtis a fost descoperit de Joyce Selznick, o agentă de talente, directoare de casting și nepoata producătorului de film David O. Selznick.

## Carieră
În 1948, la vârsta de 23 de ani, Curtis a ajuns la Hollywood. Prima recunoaștere majoră a fost pentru interpretarea rolului din Sweet Smell of Success (1957), alături de co-starul Burt Lancaster. În anul următor, a fost nominalizat la Premiul Oscar pentru cel mai bun actor pentru The Defiant Ones (1958), alături de Sidney Poitier (care a fost, de asemenea, nominalizat la aceeași categorie). Au urmat comediile Some Like It Hot și Operation Petticoat în 1959. În 1960, Curtis a jucat un rol secundar în drama istorică epică Spartacus.

## Filmografie
Anul - Titlul original al filmului - Rolul jucat 
- 2008 - David & Fatima
- 1997 - Hardball
- 1995 - The Immortals ... Dominic Baptiste
- 1993 - The Mummy Lives
- 1992 - Christmas in Connecticut
- 1991 - Prime Target
- 1989 - Lobster Man from Mars ... J.P. Shelldrake
- 1989 - Tarzan in Manhattan
- 1986 - Crimă în trei acte ... Charles Cartwright
- 1986 - Balboa ... Ernie Stoddard
- 1981 - The Million Dollar Face
- 1980 - Oglinda spartă (The Mirror Crack’d), regia Guy Hamilton
- 1980 - Little Miss Marker
- 1978 - Sextette ... Alexei Andreyev Karansky
- 1978 - The Bad News Bears Go To Japan ... Marvin Lazar
- 1976 - Ultimul magnat (The Last Tycoon), regia Elia Kazan
- 1975 - The Count of Monte Cristo ... Fernand Mondego
- 1971 - The Persuaders! ... Danny Wilde
- 1970 - You Can't Win 'Em All ... Adam Dyer
- 1969 - Those Daring Young Men in Their Jaunty Jalopies ... Chester Schofield
- 1969 - Monte Carlo (Monte Carlo or Bust!), regia Ken Annakin
- 1968 - The Boston Strangler
- 1966 - Război în dormitor (Not with My Wife, You Don't!), regia Norman Panama
- 1965 - Boeing, Boeing, regia John Rich
- 1965 - Marea cursă (The Great Race), regia Blake Edwards
- 1964 - Goodbye Charlie ... George Wellington Tracy
- 1964 - Sex and the Single Girl ... Bob Weston
- 1963 - Captain Newman, M.D.
- 1963 - The List of Adrian Messenger
- 1963 - Forty Pounds of Trouble
- 1962 - Taras Bulba, regia  J. Lee Thompson
- 1961 - The Great Impostor
- 1960 - Spartacus, regia Stanley Kubrick
- 1959 - Unora le place jazul (Some Like It Hot), regia Billy Wilder
- 1959 - Operation Petticoat
- 1958 - Vikingii (The Vikings), regia Richard Fleischer
- 1958 - Kings Go Forth ... Britt Harris
- 1958 - Permisie de plăcere(The Perfect Furlough), regia Blake Edwards
- 1958 - Lanțul (The Defiant Ones), regia Stanley Kramer
- 1957 - Domnul Cory, regia Blake Edwards
- 1957 - Gustul dulce al succesului (Sweet Smell of Success), regia Alexander Mackendrick
- 1956 - Trapez (Trapeze), regia Carol Reed
- 1954 - Beached ... Burke
- 1951 - Prințul care era un hoț (The Prince Who Was a Thief), regia Rudolph Maté
- 1950 - Winchester '73, regia Anthony Mann

Începând cu 1990, Curtis și fiica sa, Jamie Lee Curtis, au contribuit la finanțarea reconstrucției Marii Sinagogi din Budapesta, Ungaria. Cea mai mare sinagogă din Europa de astăzi, a fost construită inițial în 1859 și a suferit daune în timpul celui de-al Doilea Război Mondial.  În 1998, a fondat și Fundația Emanuel pentru Cultura Maghiară și a ocupat funcția de președinte de onoare. Organizația lucrează pentru restaurarea și conservarea sinagogilor și a celor 1300 de cimitire evreiești din Ungaria și este dedicată celor 600.000 de victime evreiești ale Holocaustului din Ungaria și din teritoriile ocupate de Armata Regală Maghiară.  Curtis a contribuit, de asemenea, la promovarea imaginii naționale a Ungariei în reclame. 